# 大須賀頼彦
大須賀 賴彦（おおすが よりひこ、1943年11月12日 - ）は、日本の実業家。小田急電鉄取締役相談役。公益財団法人小田急財団理事長（代表理事）。小田急電鉄では代表取締役社長・代表取締役会長を歴任した。

## 経歴
- 1943年（昭和18年）11月12日 - 福岡県生まれ
- 1962年（昭和37年）3月 - 福岡県立修猷館高等学校卒業[2]
- 1968年（昭和43年）3月 - 早稲田大学政治経済学部卒業、小田急電鉄入社
- 1995年（平成7年）6月 - 同社人事部長
- 1997年（平成9年）6月 - 同社取締役人事部長
- 1998年（平成10年）6月 - 同社取締役運輸計画部長
- 1999年（平成11年）6月 - 同社取締役運輸計画部長兼車両部長
- 2001年（平成13年）6月 - 同社常務取締役交通事業本部長、執行役員
- 2003年（平成15年）6月 - 同社専務取締役交通事業本部長（代表取締役）
- 2005年（平成17年）6月 - 同社取締役社長（代表取締役）
- 2011年（平成23年）6月 - 同社取締役会長（代表取締役）、相鉄ホールディングス取締役
- 2017年（平成29年）4月1日 - 同社取締役相談役[3]

2015年（平成27年）11月 - 旭日重光章受章。